# Komoren-Fruchttaube
Die Komoren-Fruchttaube (Alectroenas sganzini), auch Blaue Komoren-Fruchttaube genannt, ist eine Art der Taubenvögel. Wie bei allen Blauen Fruchttauben ist ihr Verbreitungsgebiet auf wenige Inseln vor der Ostafrikanischen Küste beschränkt. Sie kommt in zwei Unterarten vor.

## Erscheinungsbild

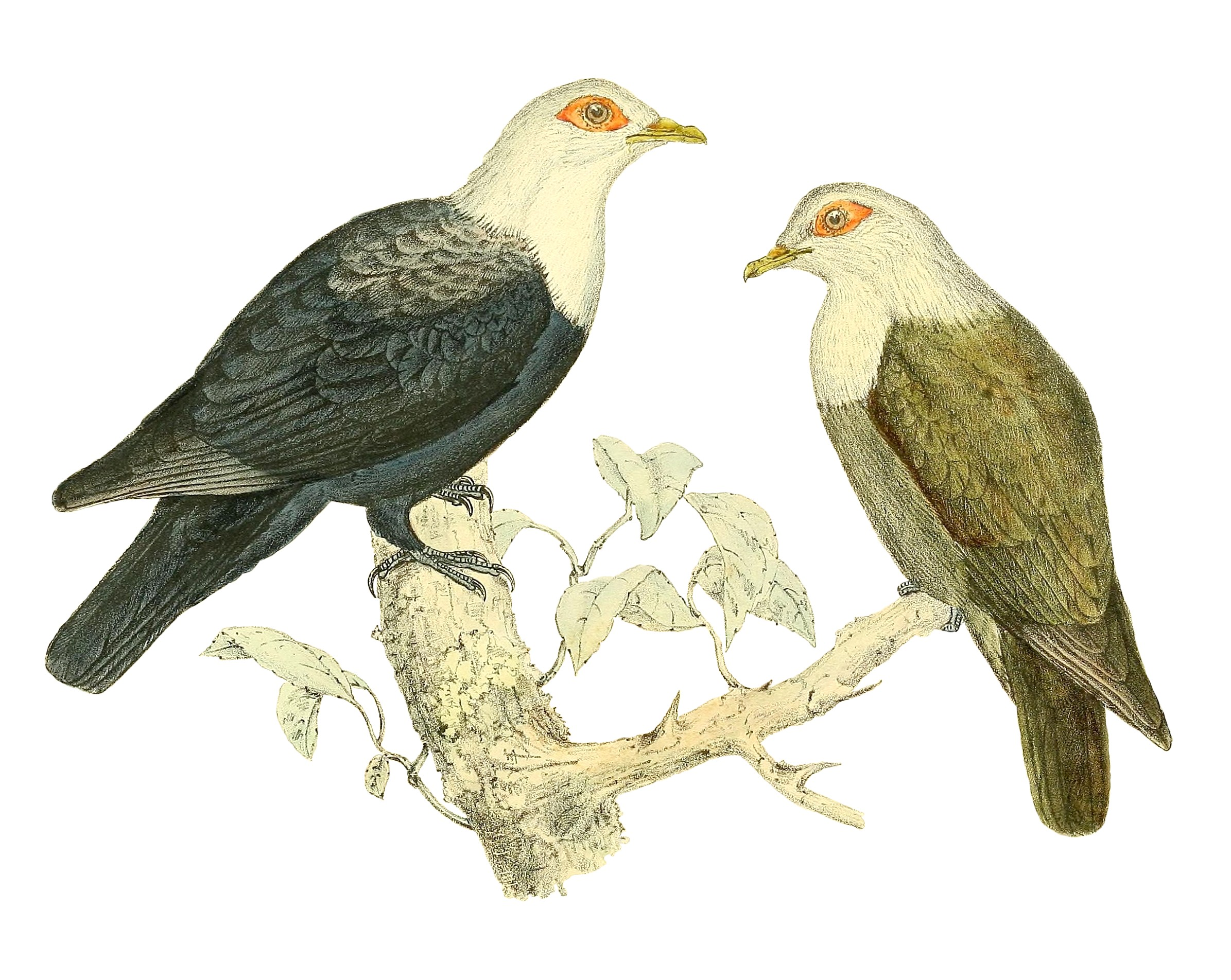
Komoren-Fruchttauben, Illustration

Die Komoren-Fruchttaube ist etwas größer als eine Lachtaube und etwas kleiner als eine Stadttaube. Der Körperbau ist allerdings schwer und gedrungener. Der Geschlechtsdimorphismus ist nur geringfügig ausgeprägt.
Das Gefieder ist überwiegend dunkelblau. Der Mantel sowie die äußeren Flügel sind silbrig überhaucht. Der Kopf, der Hals und die obere Brust sind hellgrau. Die Halsfedern sind ähnlich wie bei der afrikanischen Guineataube lang und an ihrem Ende gegabelt. Die unbefiederten Augenringe sind sehr groß und purpurrot. Die Iris ist gelb und weist außen einen roten Ring auf. Der Schnabel ist an der Basis olivgrün und hellt zur Spitze hin auf. Die Füße und Beine sind graublau. Weibchen sind etwas weniger kontrastreich als die Männchen gefärbt. Bei ihnen ist das Hellgrau an Hals und Brust insgesamt etwas dunkler. Jungvögel sind abweichend von den adulten Vögeln bronzefarbig olivgrün statt blau gefärbt.

## Verbreitungsgebiet und Verhalten
Die Nominatform der Komoren-Fruchttaube besiedelt die Komoren. Die Unterart Alectroenas sganzini minor, die etwas kleiner ist, kommt auf den Aldabra-Inseln vor. Komoren-Fruchttauben sind Bewohner immergrüner Wälder. Ihr Nahrungsspektrum umfasst Früchte und Beeren. Es handelt sich bei ihr wie bei den meisten Fruchttauben um eine baumbewohnende Art.

## Belege

### Weblink
- Alectroenas sganzini in der Roten Liste gefährdeter Arten der IUCN 2013.1. Eingestellt von: BirdLife International, 2012. Abgerufen am 31. Oktober 2013.